# Cosa ha fatto Richard
Cosa ha fatto Richard (What Richard Did) è un film del 2012 diretto da Lenny Abrahamson.

## Riconoscimenti
- Tulipano d'oro 2013 all'International Istanbul Film Festival